# Phare de Blackistone Island
Le phare de Blackistone Island (en anglais : Cobb Point Bar Light), était un phare situé sur ce qui est maintenant le St. Clement's Island State Park (en) sur la rivière Potomac  dans le Comté de Saint Mary, dans le Maryland.

## Historique
Le Congrès a affecté 3.500 dollars à la construction d'un phare sur l'île en 1848. John Donahoo (en) s'est vu attribuer le contrat et il a conçu une maison-phare, une demeure de gardien en briques sur deux étages avec une tour en son centre, qui repose sur un terrain de 2 hectares à la pointe sud de l'île. La construction fut terminée et la lumière allumée en 1851.
Le phare, comme beaucoup dans le sud, était une cible pour les pillards confédérés. En 1864, le capitaine John Goldsmith, un ancien propriétaire de l'île, dirigea un raid qui détruisit la lentille du phare et confisqua le pétrole utilisé pour l'allumer. Le groupe a ensuite déclaré son intention de détruire la structure. Le gardien Jerome McWilliams, un ami du capitaine, a réussi à convaincre les hommes de ne pas détruire le phare car sa femme était enceinte. il a soutenu que la destruction de la maison familiale la rendrait vulnérable, ainsi que le bébé.
La United States Navy a acheté l'île en 1919 et a rasé la plupart de ses structures, ne laissant que le phare, les piliers de construction et une piste d'atterrissage. La lumière a été automatisée en 1932 et laissée sans surveillance, puis s’éteint progressivement au cours des vingt prochaines années. Un incendie détruit la structure le 16 juillet 1956. A ce jour, la cause de l'incendie est incertaine, mais beaucoup soupçonnent qu'un obus d'artillerie errant tiré depuis le banc d'essai à Dahlgren, en Virginie, aurait pu être mis en cause. En tout état de cause, la marine considéra le phare comme un danger et ordonna de le raser.
Grâce aux efforts de St. Clement's Hundred , une organisation communautaire locale créée pour la préservation de l'île, une réplique du phare de Blackistone a été construite et achevée en juin 2008. La réplique du phare peut être visitée les week-ends de juin à octobre. Le phare est ouvert le samedi et le premier dimanche de chaque mois de juin à octobre.
Identifiant : ARLHS : USA-060  .

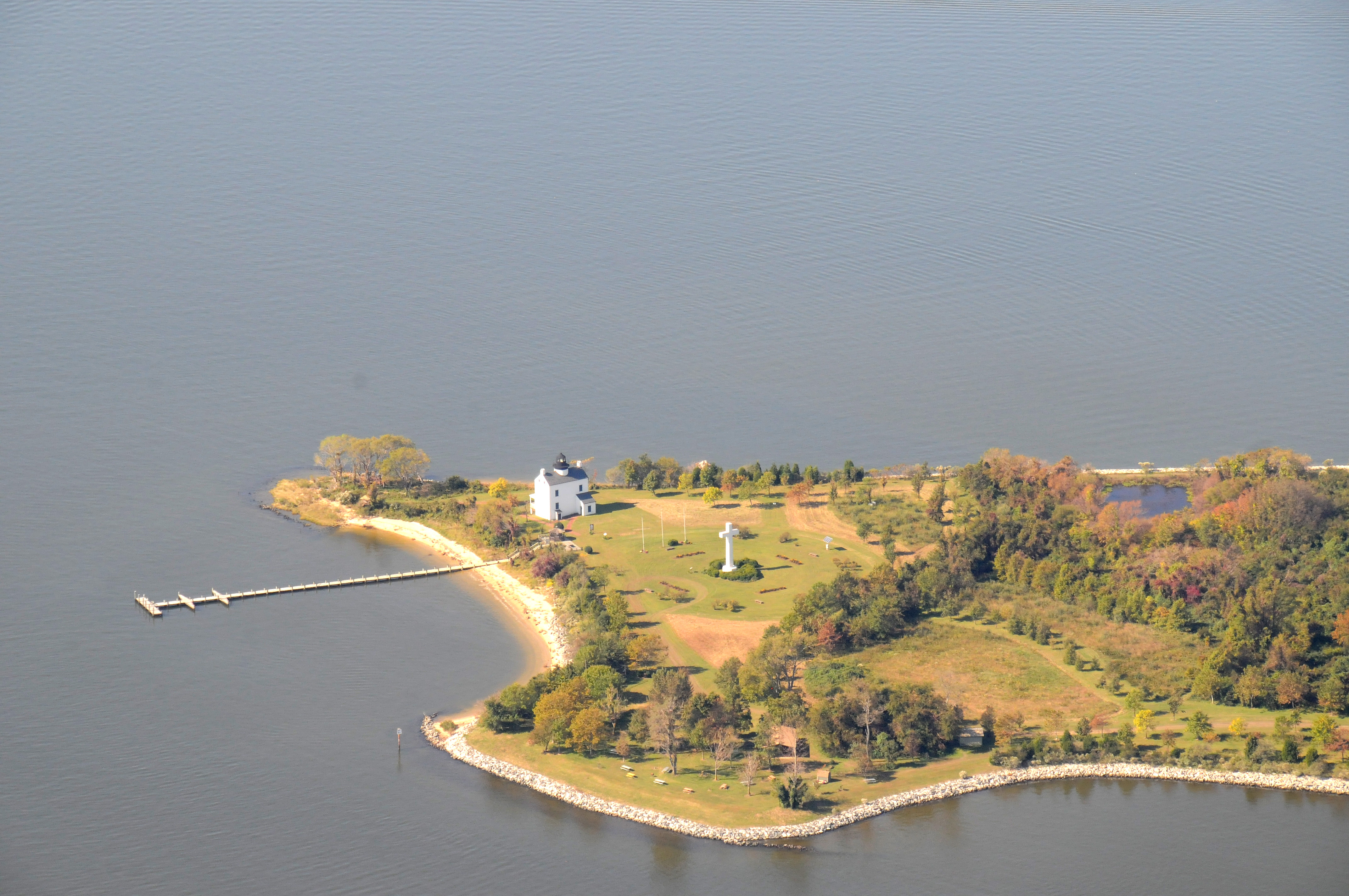
St. Clement's Island State Park
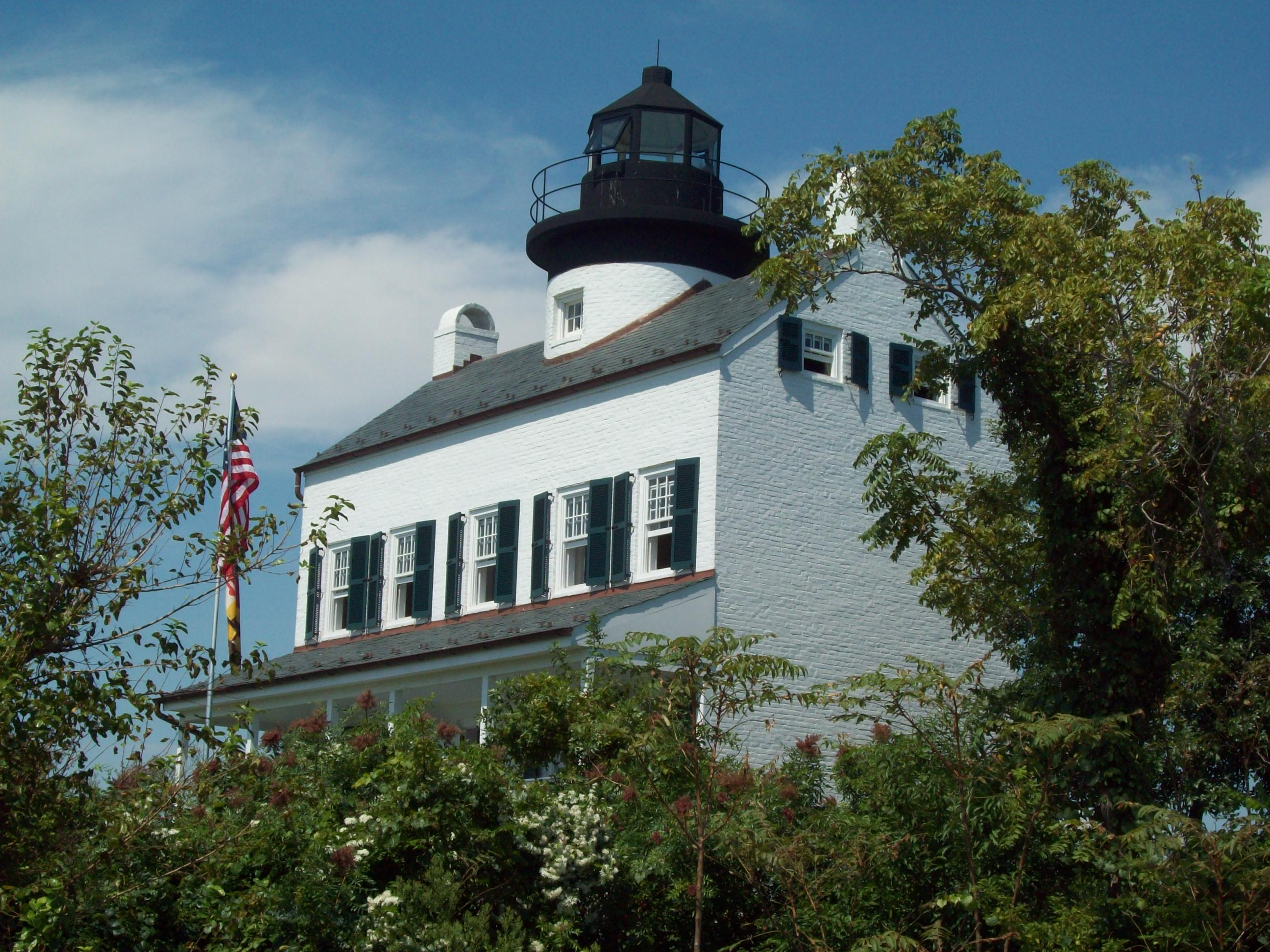
Le phare
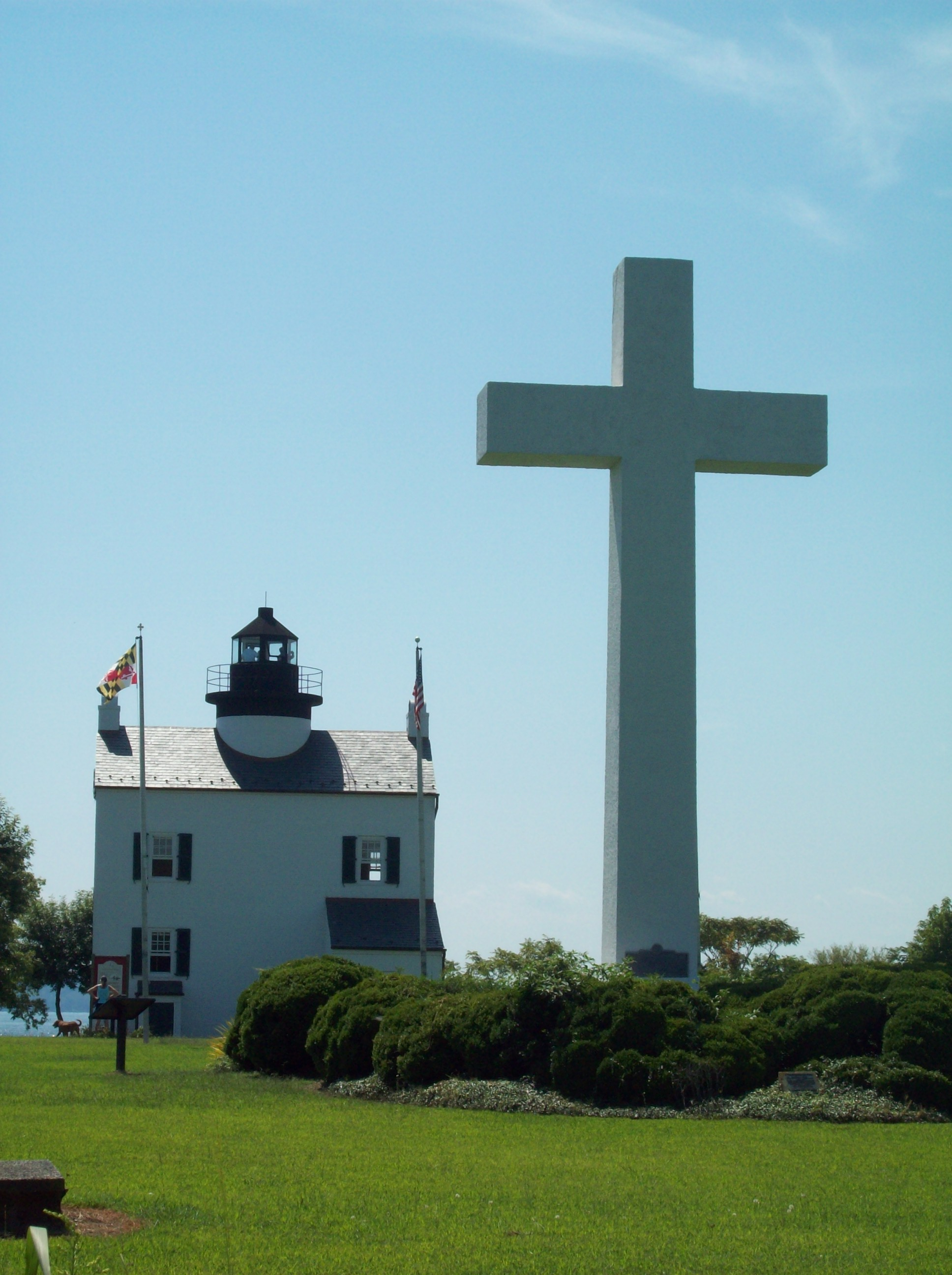
Le phare

### Lien connexe
- Liste des phares du Maryland